# Protodrilus submersus
Protodrilus submersus är en ringmaskart som beskrevs av Von Nordheim 1989. Protodrilus submersus ingår i släktet Protodrilus och familjen Protodrilidae. Inga underarter finns listade i Catalogue of Life.